# Sekkyō
Sekkyō (説経) signifie littéralement « explication (説) de sutra (経) ».

## Histoire
La pratique du sekkyō par des moines japonais du début de l'époque de Heian(794-1185) avait pour but de porter la parole du Bouddha et d’enjoindre l’auditoire à la pratique de la vertu. 
Afin de diffuser et de vulgariser le message bouddhique, la langue liturgique est délaissée au profit d'une forme récitative scandée en langue vernaculaire ou wasan (和讃, « hymne en langue japonaise à la gloire du bouddhisme »). De l'époque de Kamakura (1185-1333) à celle de Muromachi (1336-1573), un accompagnement rythmique puis musical est joint à la récitation. Les moines mendiants postés debout à la croisée des chemins scandent leur chant du son d'un bâton à grelots, sasara, ou d'une petite clochette tenue à la main. Puis vers le XIIIe siècle, assis près d’un temple ils s'accompagnent d'un biwa, ou d'un luth kokyû (胡弓). Le shamisen s'impose peu à peu à partir du XVIe siècle. Le sekkyō devient une pièce chantée, un style de chant désigné par le terme de sekkyō-bushi.
Puis, dans un souci de faciliter encore l’accès au message bouddhique, les récitants collaborent avec des montreurs de marionnettes, donnant naissance aux premières formes de sekkyō-jōruri. Dans des théâtres de fortune dressés pour l’occasion, les marionnettes donnent chair et offrent à voir la substance du récit. Avec la création de théâtres fixes où se rendent désormais les spectateurs, le sekkyō-jōruri finit de changer de statut pour devenir un art de la scène urbain. Et la marionnette, qui avait pour vocation initiale d’outil pédagogique, prend peu à peu les devants, reléguant au second plan le message religieux.

### Corpus
Les pièces intitulées Sansho tayû (dont il existe une version filmée par le réalisateur Mizoguchi L'Intendant Sansho), Karukaya, Ogurihangan, Shintoku-maru et Aigo no waka sont les cinq piliers du sekkyō. Elles constituent le corpus des classiques du sekkyō, auxquels s'ajoute Shinoda-zuma, plus connue sous le nom d'un de ses tableaux Kuzunohakowakare-no-dan.
Au début du XVIIIe siècle, avec les succès des pièces de marionnettes de Takemoto Gidayū et Chikamatsu Monzaemon, une forme nouvelle, de nouvelles pièces apparaissent, et viennent ravir au sekkyō la faveur des spectateurs populaires. Le ningyō-jōruri s'épanouit alors que le sekkyō s'étiole. Le sekkyō est l'ancêtre du théâtre de bunraku.
En 1789-1801, avec l'émergence du récitant Satsuma Waka-tayû, le sekkyō connaît une nouvelle jeunesse, fleurit dans le quartier de Shitamachi à Edo, puis essaime aux alentours de la ville. Il est toujours vivace de nos jours dans les localités de Tama et de Saitama.